# Risipeni, Fălești
Risipeni este satul de reședință al comunei cu același nume  din raionul Fălești, Republica Moldova.
Între Risipeni și Izvoare este amplasată rezervația peisagistică Izvoare–Risipeni.

## Istorie
Satul Risipeni apare pentru prima dată în documentele scrise într-un act prin care preotul Toader și preotul Irimia de la biserica domnească din Iași adeveresc vinderea de către Drăgan, Toader (din Risipeni) și Mâlcomiș a părților lor de ocină satului Dănești, ținutul Iași, lui Nicanor fost mitropolit:
„Iată dar noi, popa Toader și popa Eremia de la biserica domnească din Iași și Toma al lui Silionco, de asemenea, mărturisim că a venit înaintea noastră Drăgan, fiul lui Filip din Ștornești, și astfel a mărturisit în fața noastră că a vândut partea lui cât i se va alege din sat din Dănești, care este pe Prut, părintelui nostru, fostului mitropolit Nicanor, pe 50 de zloți tătărești. De asemenea, părintele nostru Nicanor s-a ridicat și a plătit 4 6 de zloți în mâinile lui Drăgan, bani gata; și 4 zloți să aibă a-i da când îi va face lui ispisoc.

Și iarăși, Toader, nepotul lui Drăgan, fiul lui Cernea din Răsăpeni, a vândut partea lui, cât se va alege, de asemenea din Dănești, tot pe 50 de zloți. Și a luat Toader banii lui toți gata, 50 de zloți.
…
Aceasta mărturisim noi, oricând va fi, să se știe.

Ispravnic: eu, popa Ștefan din Iași.

Și am scris în anul 7106 <1598> iunie 25.”
Recensământul din anul 1772, organizat la la comanda mareșalului rus Piotr Rumianțev-Zadunaiski cu scopul de a stabili rezervele materiale locale de aprovizionare a armatei țariste în războiul cu Imperiului Otoman, înregistrează satul Răsipeni în ocolul Turiei, ținutul Iași, cu 34 de gospodării birnici, nesupuși taxei - 1 preot, 54 mazili, 1 ruptaș; eliberați de plata birului - 1 văduvă, 1 copil de casă, 22 călărași hatmani, 2 scutelnici.
Conform cartografiei din 1803 satul Risipeni este inclus în ocolul Turiei, ținutul Iași, are 5 de birnici, care plătesc anual suma de 32 lei, și 6 breslași birnici, care plătesc anual suma de 56 lei.
Structura etnică a populației, 1930
     Români (96,7%)
     Evrei (1,6%)
     Ruși (0,9%)
     Alte etnii (0,8%)
Datele statistice din anii 1923-1924 consemnează în satul Risipeni 1420 bărbați, 1458 femei, 534 de clădiri și 540 de menaje (gospodării), inclusiv satul Bocșa. În domeniul economic activau o gospodărie boierească (cu 11 case locuite), cooperativa agricolă „Risipeni”, 1 moară de vânt, 2 băcănii (deținute de Șapșă Leventu, Herlcu Ștacher). Puterea administrativă era reprezentată primărie, primar (1923) – Maftei Rusu, notar – Vasile Brașovan, post de jandarmi, agent sanitar. În sfera socială exista o biserică – preot paroh Dumitru Sberea, o școală primară mixtă (de fete și băieți) – învățător Dumitru Sberea, poștă rurală.
La recensământul general al populației din 1930 în Risipeni s-au înregistrat 848 locuitori, inclusiv: români – 820 persoane, ruși – 8 persoane, evrei – 14 persoane și 6 romi. Conform structurii lingvistice, 824 locuitori au indicat limba română în calitate de limbă maternă, 10 persoane – limba rusă, 8 persoane – limba idiș și 6 persoane – limba romă.
Activitatea economică era reprezentată de 1 băcănie (deținută de Dumitru Brașovanu), 1 cizmar (Anton Cazimir), 1 fierar (Nichifor Cojocaru) și câteva grădini de zarzavat (Ion I. Brașoveanu, Dumitru I. Brașoveanu, Anton Tataru, Ioan Tataru).

## Personalități
- Nicolae Rusu (n. 26 februarie 1948) - prozator moldovean;
- Maia Sandu (n. 24 mai 1972) - președinte al Republicii Moldova, prim-ministru, deputat în Parlamentul Republicii Moldova, ministrul al Educației;
- Vasile Ursachi (n. 13 august 1938) - deputat în primul Parlament al Republicii Moldova.
- Diomid Gherman (n. 10 aprilie 1928 – d. 19 aprilie 2014, Chișinău, Republica Moldova) a fost un neurolog moldovean, care a fost ales ca membru titular al Academiei de Științe a Moldovei.